# Yrkesföreningen Miljö och Hälsa
Yrkesföreningen Miljö och Hälsa bildades 1920 och hette då Svenska Hälsovårdstjänstemannaförbundet (SHTF). Föreningen bytte namn 1984 till Miljö- och hälsoskyddstjänstemannaförbundet (MHTF). Yrkesföreningen Miljö och Hälsa (YMH) fick sitt slutliga namn 2004. Föreningens namn på engelska var The Swedish Association of Environmental Heath Professionals. Föreningen var medlem i den internationella paraplyorganisationen The International Federation of Environmental Health (IFEH).
Yrkesföreningen Miljö och Hälsa var en partipolitiskt och fackligt obunden intresseförening för dem som arbetar inom miljö och hälsoskyddsområdet. Föreningen skulle bland annat verka för god utbildning och fortbildning inom miljö- och hälsoskyddsområdet, bevaka och ta tillvara intressen på yrkesområdet och verka för ändamålsenlig lagstiftning för och organisation av landets miljö- och hälsoskydd. Föreningen gav ut medlemstidningen Miljö&Hälsa.
Yrkesföreningen Miljö och Hälsas symbol var den grekiska gudinnan Hygieia.
Föreningens verksamhet upphörde år 2018.